# جیمز فردریک مک‌لود پرینسپ
جیمز فردریک مک‌لود پرینسپ (به انگلیسی: James F. M. Prinsep) بازیکن فوتبال زادهٔ ۲۷ ژوئیه ۱۸۶۱ اهل کشور انگلستان بود که سابقهٔ بازی در تیم ملی فوتبال انگلستان را در کارنامهٔ خود دارد. وی در تاریخ ۵ آوریل ۱۸۷۹ تنها بازی ملی خود را در مقابل تیم ملی فوتبال اسکاتلند انجام داد.